# Idiastion
Idiastion es un género de pez escorpión que habita en el Océano Atlántico y en el Océano Pacífico.

## Especies
El género cuenta con tres especies reconocidas:
- Idiastion hageyi McCosker, 2008
- Idiastion kyphos Eschmeyer, 1965
- Idiastion pacificum Ishida & Amaoka, 1992